# Royal Rumble (1999)
Royal Rumble 1999 fue la duodécima edición del Royal Rumble, un evento pago por visión de lucha libre profesional producido por la World Wrestling Federation (WWF). Tuvo lugar el 24 de enero de 1999 desde el Arrowhead Pond en Anaheim, California.

## Resultados
- Sunday Night HEAT: Christian derrotó a Jeff Hardy (11:00).
  - Christian cubrió a Hardy.
- Sunday Night HEAT: Bob Holly & Scorpio derrotaron a Too Much (Scott Taylor & Brian Christopher) (3:52).
  - Holly cubrió a Christopher.
- Sunday Night HEAT: Mankind derrotó a Mabel (5:04).
  - Mankind cubrió a Mabel.
  - Después de la lucha, Mabel aplicó a Mankind un "Big Splash"
- The Big Boss Man derrotó a Road Dogg (11:52).
  - Boss Man cubrió a Road Dogg después de un "Boss Man Slam".
- Ken Shamrock derrotó a Billy Gunn reteniendo el Campeonato Intercontinental (14:24).
  - Shamrock forzó a rendirse a Gunn con un "Ankle Lock".
  - Durante la pelea, Val Venis interfirió y aplicó un "DDT" a Shamrock.
- X-Pac derrotó a Gangrel, reteniendo el Campeonato Europeo (5:53).
  - X-Pac cubrió a Gangrel después de un "X-Factor".
- Sable derrotó a Luna Vachon (con Shane McMahon) en una Strap match reteniendo el Campeonato Femenino de la WWF (4:43).
  - Sable ganó al tocar las cuatro esquinas
  - Durante el combate, Tori atacó a Luna.
- The Rock derrotó a Mankind en un I Quit match ganando el Campeonato de la WWF (21:46).
  - Rock forzó a Mankind a rendirse después de pegarle 10 silletazos (días después se descubrió que Mankind no se había rendido, sino que The Rock uso una grabación de la voz de Mankind).
  - Durante el combate, la familia de Mick Foley (Mankind), quienes estaban entre el público, abandonaron la arena ya que no podían seguir soportando ver como Foley era golpeado de tal manera (incluso provocando que la esposa de Foley y su hija rompieran en llanto).
- Vince McMahon ganó el Royal Rumble (56:38).
  - McMahon eliminó finalmente a Steve Austin, ganando la lucha.
  - Durante la lucha, The Rock interfirió distrayendo a Austin, causando su eliminación.
  - Chyna se convirtió en la primera mujer en entrar a un Royal Rumble
  - Durante el combate tanto Austin como McMahon, abandonaron el ring atacando Austin a McMahon tras bastidores, pero durante el ataque The Corporation intervino atacando a Austin, para luego ser llevado en una ambulancia, momentos después Austin regresa a la lucha conduciendo la ambulancia del cual fue llevado.
  - McMahon estuvo en la mesa de comentaristas casi toda la lucha hasta que Austin lo reintrodujo al ring antes de finalizar el combate.

## Royal Rumble: Entradas y eliminaciones

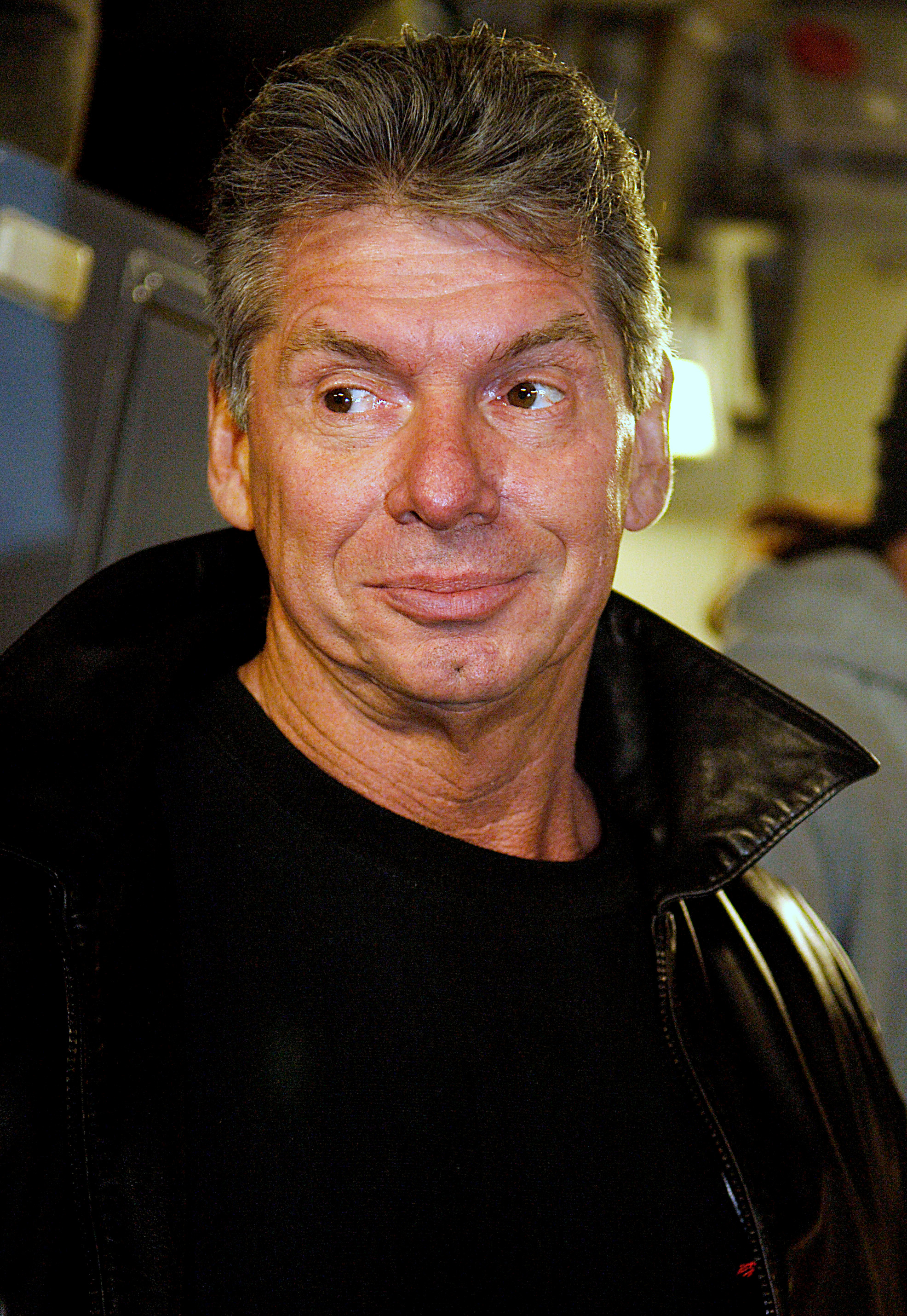
Vince McMahon, ganador del Royal Rumble 1999.

| Entradas | Entradas         | Eliminado por | Eliminado por              | Tiempo |
| -------- | ---------------- | ------------- | -------------------------- | ------ |
| 1        | Stone Cold       | 29            | McMahon                    | 57:43  |
| 2        | Vince McMahon    | -             | Ganador                    | 57:45  |
| 3        | Golga            | 1             | Austin                     | 0:54   |
| 4        | Droz             | 7             | Mabel                      | 12:31  |
| 5        | Edge             | 8             | Road Dogg                  | 20:12  |
| 6        | Gillberg         | 2             | Edge                       | 1:56   |
| 7        | Steve Blackman   | 3             | Mabel                      | 7:45   |
| 8        | Dan Severn       | 4             | Mabel                      | 5:25   |
| 9        | Tiger Ali Singh  | 6             | Mabel                      | 6:30   |
| 10       | Meanie           | 5             | Mabel                      | 4:43   |
| 11       | Mabel            | 9             | Mideon, Faarooq y Bradshaw | 1:26   |
| 12       | Road Dogg        | 12            | Kane                       | 10:41  |
| 13       | Gangrel          | 10            | Road Dogg                  | 0:26   |
| 14       | Kurrgan          | 13            | Kane                       | 6:54   |
| 15       | Al Snow          | 11            | Road Dogg                  | 0:47   |
| 16       | Goldust          | 15            | Kane                       | 4:02   |
| 17       | The Godfather    | 14            | Kane                       | 1:40   |
| 18       | Kane             | 16            | El mismo                   | 0:53   |
| 19       | Ken Shamrock     | 17            | Austin                     | 4:50   |
| 20       | Billy Gunn       | 18            | Austin                     | 7:05   |
| 21       | Test             | 19            | Austin                     | 12:48  |
| 22       | The Big Boss Man | 28            | Austin                     | 18:53  |
| 23       | Triple H         | 25            | Austin                     | 14:21  |
| 24       | Val Venis        | 24            | Triple H                   | 12:41  |
| 25       | X-Pac            | 20            | Boss Man                   | 5:44   |
| 26       | Mark Henry       | 22            | Chyna                      | 7:57   |
| 27       | Jeff Jarrett     | 21            | Triple H                   | 3:39   |
| 28       | D'Lo Brown       | 27            | Boss Man                   | 9:11   |
| 29       | Owen Hart        | 26            | Austin                     | 6:31   |
| 30       | Chyna            | 23            | Austin                     | 0:35   |

1. ↑  Mosh debía estar en el Royal Rumble pero Mabel lo atacó y entró en su lugar.
2. ↑  Mideon, Faarooq y Bradshaw no participaron en la Royal Rumble, después de ser eliminado estos atacaron a Mabel hasta que The Undertaker lo encaró para luego ser secuestrado por estos.
3. ↑  Durante la lucha ingresaron varios hombres de blanco de un asilo para llevarse a Kane, pero este se elimina para ir por ellos.

## Luchas clasificatorias para la Royal Rumble
- Steve Austin derrotó a The Undertaker en un Buried Alive match en Rock Bottom
- Chyna ganó un Corporation vs. DX "Corporate Royal Rumble"
  - Las reglas decían que el ganador entraría el número 30 en la Royal Rumble.

## Otros roles
| Comentaristas - Michael Cole - Jerry "The King" Lawler Comentaristas españoles - Carlos Cabrera - Hugo Savinovich Árbitros - Mike Chioda - Earl Hebner - Jim Korderas - Theodore Long - Tim White | Entrevistadores - Dok Hendrix - Kevin Kelly Otros - Howard Finkel - Anunciador |